# Cement (Oklahoma)
Cement – miasto w Stanach Zjednoczonych, w stanie Oklahoma, w hrabstwie Caddo.